# 寺岡精工
株式会社寺岡精工（てらおかせいこう）とは、計量器やPOSを製造、販売している企業。食料品店や食品加工工場に強い。

## 沿革
- 1928年（昭和3年） - 寺岡豊治が株式会社朝日衡器製作所を設立。
- 1934年（昭和9年）11月 - 寺岡武治が寺岡研究所を創立。
- 1938年（昭和13年） - 寺岡研究所を寺岡精工所に変更。
- 1954年（昭和29年） - 日本初の自動巻上カメラ「オートテラI」発売。

## 製品

### レジスタ・POSシステム

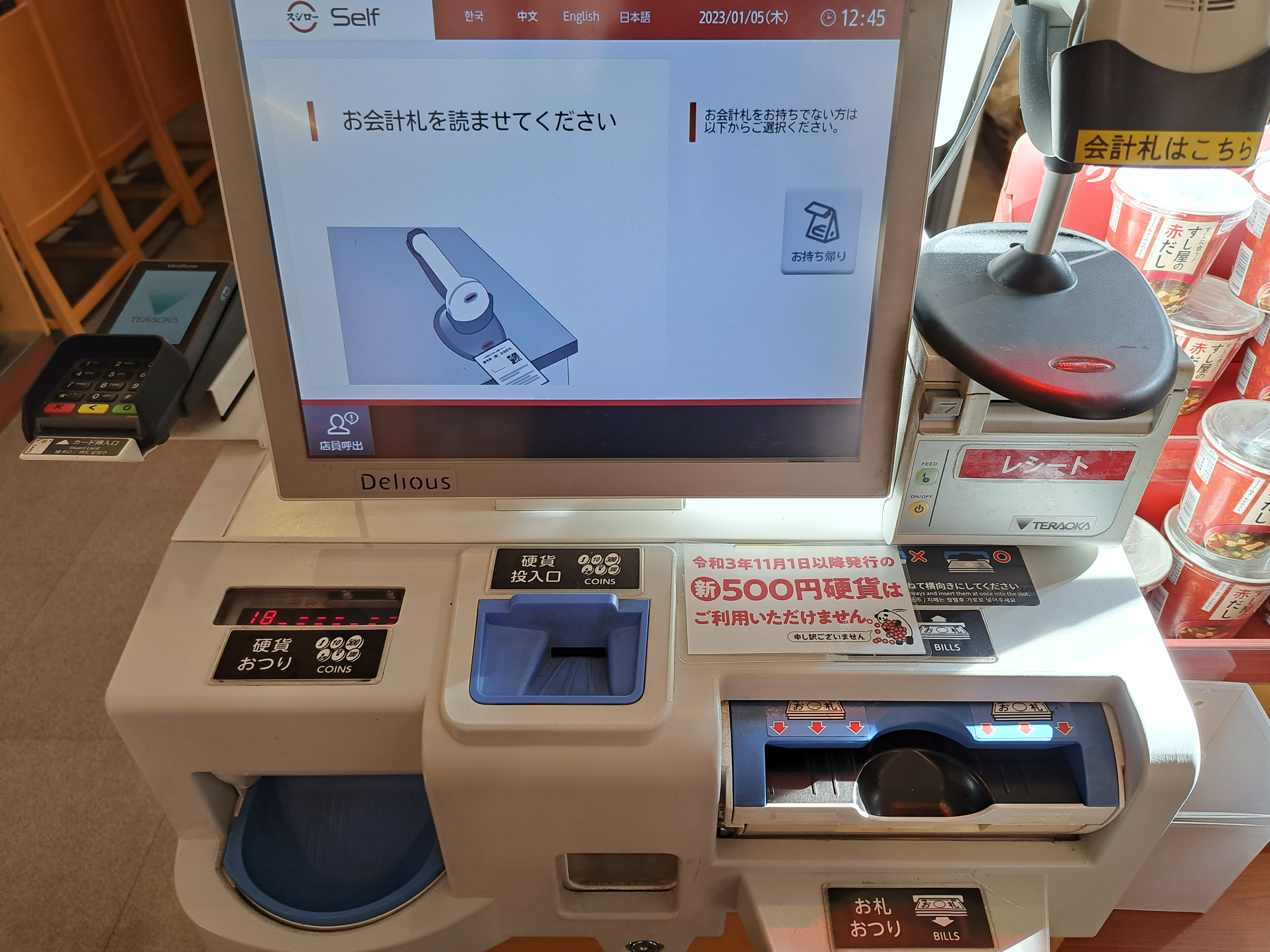
回転寿司チェーン店のスシローで導入されている寺岡精工のセルフレジ。筐体に「TERAOKA」の文字が載っている。

2010年代以降、量販店向けにスピーディな支払いシステムの一つとして「チェックアウトレボリューション（スピードセルフ・スマイルセルフ、運営会社で名称は異なる）」という名称のセミセルフシステムを開発・提供している。自社のレジと精算機でのワンセット対応が基本だが、イオングループでの導入例の様に他社（この場合は富士通または東芝テック製）の読み取りシステム（既存のレジを活用）と自社の精算機を組み合わせて使用する場合もある。

### その他の製品
1955年（昭和30年）発売の「オートテラI」でカメラに参入したが、1959年（昭和34年）発売のオートテラスーパーを最後に撤退した。

### 飲食店向け製品
- 2006年（平成18年）11月に飲食店総合マネージメントシステム『Delious（デリオス）』を発売する。
- 2008年（平成20年）12月に販促機能を持った次世代タッチパネル券売機『セラップ』を発売する。
- 2009年（平成21年）12月にスタイリッシュ・コンパクトPOSレジスター『A4（エーフォー）』を発売する。

## 広告
- 広告展開についてはあまり積極的ではなかったが、1960年代よりラジオCMでの展開を行なってきた。

その中で1987年（昭和62年）4月スタートの文化放送の人気昼ワイド「吉田照美のやる気MANMAN!」（2007年3月30日で番組終了）の1コーナーのスポンサーに昇格して、物議を醸した（当初のコーナー提供枠は「おっと危ない照美倶楽部」後に「午後2時の興味津々」へコーナーを移動する）。
同番組を途中で降板した後はニッポン放送の朝ワイド番組内で7:39頃〜7:44頃までの間に月〜金の帯で20秒ラジオCMを流している。

## 関連企業
- テラオカ